# Diecezja Jiaying

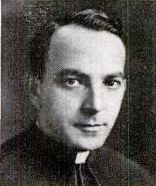
Sługa Boży bp Francis Xavier Ford

Diecezja Jiaying, diecezja Meizhou (łac. Dioecesis Chiaimensis) – rzymskokatolicka diecezja ze stolicą w Meizhou w prowincji Guangdong, w Chińskiej Republice Ludowej. Biskupstwo jest sufraganią archidiecezji kantońskiej.

## Historia
20 lutego 1929 papież Pius XI brewe Pastorale officium erygował prefekturę apostolską Jiaying. Dotychczas wierni z tych terenów należeli do wikariatu apostolskiego Shantou (obecnie diecezja Shantou).
18 czerwca 1935 prefektura apostolska Jiaying została podniesiona do rangi wikariatu apostolskiego.
W wyniku reorganizacji chińskich struktur kościelnych dokonanej przez papieża Piusa XII 11 kwietnia 1946 wikariat apostolski Jiaying podniesiono do godności diecezji.
Z 1950 pochodzą ostatnie pełne, oficjalne kościelne statystyki. Diecezja Jiaying liczyła wtedy:
- 22 819 wiernych (0,9% społeczeństwa)
- 31 księży (15 diecezjalnych i 16 zakonnych)
- 31 sióstr zakonnych
- 16 parafii.

Od zwycięstwa komunistów w chińskiej wojnie domowej w 1949 diecezja, podobnie jak cały prześladowany Kościół katolicki w Chinach, nie może normalnie działać.
23 grudnia 1950 komuniści aresztowali biskupa Jiaying Francisa Xaviera Forda MM. Jego sytuacje jak i innych amerykańskich misjonarzy pogarszał fakt, że przez nowe władze uznawani byli za agentów amerykańskiego imperializmu. Po połączonych z torturami przesłuchaniach komunistyczny sąd uznał bp Forda za winnego szpiegostwa i skazał go na karę pozbawienia wolności, którą odbywał w Kantonie. 21 lutego 1952 bp Ford zmarł w więzieniu. Obecnie trwa jego proces beatyfikacyjny.
W latach 1989–2000 diecezją rządził mianowany przez Patriotyczne Stowarzyszenie Katolików Chińskich antybiskup.
Obecnie biskupem Jiaying jest Joseph Liao Hongqing. Jest on uznawany za legalnego biskupa zarówno przez Stolicę Apostolską, jak i rząd pekiński. Jednak bp Liao Hongqinga również spotykają szykany ze strony władz, np. w 2011 został zmuszony do wzięcia udziału w nielegalnej (z kościelnego punktu widzenia) sakrze biskupiej.

## Ordynariusze
- Sługa Boży Francis Xavier Ford MM[4] (1929 - 1935 prefekt apostolski, 1935 - 1946 wikariusz apostolski, 1946-1952 biskup)
- sede vacante (być może urząd sprawował biskup(i) Kościoła podziemnego) (1952-2003)
- Joseph Liao Hongqing (2003- nadal)

### Antybiskup
Ordynariusze mianowani przez Patriotyczne Stowarzyszenie Katolików Chińskich nieposiadający mandatu papieskiego:
- Anthony Zhong Quanzhang (1989-2000).